# EA Play
EA Play (anteriormente EA Access) es un servicio de videojuegos por suscripción de Electronic Arts. Desarrollado para Microsoft y Sony como una suscripción para uso en sus consolas, fue lanzado en Xbox One el 11 de agosto de 2014 y en PlayStation 4 el 24 de julio de 2019. El servicio permite el acceso a juegos seleccionados publicados por Electronic Arts, junto con incentivos adicionales, como descuentos y betas sobre próximos lanzamientos.
Ahora viene incluido con Xbox Game Pass Ultimate.

## Juegos de EA Play
| Título                               | Compañía              | PS4 | Notas/Referencia                    |
| ------------------------------------ | --------------------- | --- | ----------------------------------- |
| Alice: Madness Returns               | Spicy Horse           | No  | [ 1 ]                               |
| Army of Two                          | EA Montreal           | No  | [ 2 ]                               |
| Battlefield 1                        | EA DICE               | Sí  | [ 3 ]                               |
| Battlefield 3                        | EA DICE               | No  | [ 4 ]                               |
| Battlefield 4                        | EA DICE               | Sí  |                                     |
| Battlefield 1943                     | EA DICE               | No  | [ 5 ]                               |
| Battlefield: Bad Company             | EA DICE               | No  | [ 6 ]                               |
| Battlefield: Bad Company 2           | EA DICE               | No  | [ 4 ]                               |
| Battlefield Hardline                 | Visceral Games        | Sí  | [ 7 ]                               |
| Battlefield V                        | EA DICE               | Sí  | [ 8 ]                               |
| Bejeweled 2 Deluxe                   | PopCap Games          | No  | [ 9 ]                               |
| Bejeweled 3                          | PopCap Games          | No  | [ 9 ]                               |
| Black                                | Criterion Games       | No  | [ 10 ]                              |
| Burnout Paradise Remastered          | Criterion Games       | Sí  | [ 2 ]                               |
| Dante's Inferno                      | Visceral Games        | No  | [ 11 ]                              |
| Dead Space                           | EA Redwood Shores     | No  | [ 12 ]                              |
| Dead Space 2                         | Visceral Games        | No  | [ 13 ]                              |
| Dead Space 3                         | Visceral Games        | No  | [ 14 ]                              |
| Dead Space Ignition                  | Visceral Games        | No  | [ 15 ]                              |
| Dragon Age: Origins                  | BioWare               | No  | [ 15 ]                              |
| Dragon Age II                        | BioWare               | No  | [ 16 ]                              |
| Dragon Age: Inquisition              | BioWare               | Sí  | [ 17 ]                              |
| Fe                                   | Zoink                 | Sí  | [ 18 ]                              |
| Feeding Frenzy                       | PopCap Games          | No  | [ 9 ]                               |
| Feeding Frenzy 2                     | PopCap Games          | No  | [ 9 ]                               |
| FIFA 14                              | EA Canada             | No  | Eliminado el 18 de octubre de 2017. |
| FIFA 15                              | EA Canada             | No  | [ 20 ]                              |
| FIFA 16                              | EA Canada             | No  | [ 21 ]                              |
| FIFA 17                              | EA Vancouver          | Sí  | [ 22 ]                              |
| FIFA 18                              | EA Vancouver          | Sí  | [ 23 ]                              |
| FIFA 19                              | EA Vancouver          | Sí  | [ 24 ]                              |
| Fight Night Champion                 | EA Canada             | No  | [ 2 ]                               |
| Heavy Weapon                         | PopCap Games          | No  | [ 9 ]                               |
| Madden NFL 15                        | EA Tiburon            | No  | [ 25 ]                              |
| Madden NFL 16                        | EA Tiburon            | No  | [ 26 ]                              |
| Madden NFL 17                        | EA Tiburon            | Sí  | [ 27 ]                              |
| Madden NFL 18                        | EA Tiburon            | Sí  | [ 28 ]                              |
| Madden NFL 19                        | EA Tiburon            | Sí  | [ 29 ]                              |
| Madden NFL 25                        | EA Tiburon            | No  |                                     |
| Mass Effect                          | BioWare               | No  | [ 30 ]                              |
| Mass Effect 2                        | BioWare               | No  | [ 30 ]                              |
| Mass Effect 3                        | BioWare               | No  | [ 30 ]                              |
| Mass Effect: Andromeda               | BioWare               | Sí  | [ 31 ]                              |
| Medal of Honor: Airborne             | EA Los Angeles        | No  | [ 32 ]                              |
| Mirror's Edge                        | EA DICE               | No  | [ 33 ]                              |
| Mirror's Edge Catalyst               | BioWare               | Sí  | [ 34 ]                              |
| NBA Live 15                          | EA Tiburon            | No  | [ 35 ]                              |
| NBA Live 16                          | EA Tiburon            | No  | [ 36 ]                              |
| NBA Live 18                          | EA Tiburon            | Sí  | [ 37 ]                              |
| NBA Live 19                          | EA Tiburon            | Sí  | [ 29 ]                              |
| Need for Speed                       | Ghost Games           | Sí  | [ 38 ]                              |
| Need for Speed Payback               | Ghost Games           | Sí  | [ 39 ]                              |
| Need for Speed Rivals                | Ghost Games           | Sí  | [ 40 ]                              |
| NHL 15                               | EA Canada             | No  | Eliminado el 18 de marzo de 2019.   |
| NHL 16                               | EA Canada             | No  | [ 43 ]                              |
| NHL 17                               | EA Canada             | Sí  | [ 44 ]                              |
| NHL 18                               | EA Canada             | Sí  | [ 45 ]                              |
| NHL 19                               | EA Vancouver          | Sí  | [ 46 ]                              |
| Peggle                               | PopCap Games          | No  | [ 16 ]                              |
| Peggle 2                             | PopCap Games          | Sí  | [ 16 ]                              |
| Plants vs. Zombies                   | PopCap Games          | No  | [ 47 ]                              |
| Plants vs. Zombies: Garden Warfare   | PopCap Games          | Sí  | [ 48 ]                              |
| Plants vs. Zombies: Garden Warfare 2 | PopCap Games          | Sí  | [ 38 ]                              |
| Rory McIlroy PGA Tour                | EA Tiburon            | No  | Eliminado el 22 de mayo de 2018.    |
| Skate 3                              | EA Black Box          | No  | [ 51 ]                              |
| SSX                                  | EA Canada             | No  | [ 52 ]                              |
| Star Wars Battlefront                | EA DICE               | Sí  | [ 53 ]                              |
| Star Wars Battlefront II             | EA DICE               | Sí  | [ 54 ]                              |
| The Sims 4                           | Maxis                 | Sí  | [ 55 ]                              |
| Titanfall                            | Respawn Entertainment | No  | [ 17 ]                              |
| Titanfall 2                          | Respawn Entertainment | Sí  | [ 56 ]                              |
| UFC                                  | EA Canada             | Sí  | [ 57 ]                              |
| UFC 2                                | EA Canada             | Sí  | [ 34 ]                              |
| UFC 3                                | EA Canada             | Sí  | [ 58 ]                              |
| Unravel                              | Coldwood Interactive  | Sí  | [ 38 ]                              |
| Unravel Two                          | Coldwood Interactive  | Sí  | [ 59 ]                              |
| Zuma Deluxe                          | PopCap Games          | No  | [ 9 ]                               |
| Zuma's Revenge!                      | PopCap Games          | No  | [ 60 ]                              |